# 符策谋
符策谋（Hoo Cher Mou），新加坡华人，在2013年至2016年间担任新加坡共和国空军部队总长，少将军衔。

## 生平
符策谋早年在新加坡华中初级学院念高中，是个优秀生。1985年，他荣获新加坡武装部队海外学术训练奖学金，在英国剑桥大学研究生物化学，数年后毕业并获得文学士和文学硕士学位。1995年，他在澳洲皇家澳大利亚空军指挥与参谋学院进修，同年获得理查德·威廉斯爵士卓越口才奖。2000年，他获得新加坡武装部队研究生奖学金，前往美国哈佛大学深造，同年毕业并获得公共行政硕士学位。
符策谋于1984年12月加入新加坡武装部队，在空军部队工作。他曾担任过以下职务：空军203中队長、三军行动处副处长、空军策划处处长、空军系统旅長、空军训练处处长、空防作战指挥部司令、空军参谋长和三军参谋长。2013年3月25日，他接替黄志明当空军总长。符策谋是新加坡空军部队有史以来第一个非机师出身的总长。在担任空军总长之前，他的专业是空军地面策划与指挥。
符策谋在出任空军总长期间监督新加坡空军参与人道援助和救灾活动，其中包括2014年马来西亚航空370号班机和印尼亚洲航空8501号班机空难的搜救行动，以及2015年印度尼西亚苏门答腊空中灭火行动。此外，符策谋也督导新加坡空军参加新加坡独立50周年庆典活动，比如特技飞行队伍黑骑士和F-16战斗机的空中表演。
符策谋在2016年3月28日卸任，由陈尉民接替空军总长职位。
符策谋已婚。他曾在2005年荣获行政功绩奖章銅章（武装部队）。